# Reiner M. Sowa
Reiner M. Sowa (* 17. Januar 1959 in Laband, Schlesien) ist ein deutscher Schriftsteller, der mit seinen Kriminalromanen um den Bestatter Ulrich Schwartz als Erfinder der Bestatter-Romane gilt.

## Leben
Reiner M. Sowa lebt seit 1986 in Bergisch Gladbach. Er studierte Verwaltungswissenschaften an der FH Köln. Nach seinem Studium war der Diplom-Verwaltungswirt als Kriminalhauptkommissar in der Drogenfahndung und Todesermittlung tätig. Später lehrte er als Dozent an Ausbildungsinstituten der Polizei und der Fachhochschule für öffentliche Verwaltung. Im Auftrag der UNO begründete er 1997 die Polizeiakademie für Sarajewo/Bosnien-Herzegowina.
Mit seinen Romanen, deren Protagonist ein Bestatter ist, begründete er ein neues Krimigenre, den Bestatter-Krimi. Sein Roman Ein Bestatter in dunkler Vergangenheit wurde ins Französische übersetzt und erschien im Pariser Verlag Gallimard. Von seinen Recherche-Reisen berichtet er in verschiedenen Zeitungsmedien.
In Folge seiner Recherchen zu dem Roman Ein Bestatter und das Enten-Testament vertiefte sich der Autor in die Oldtimer-Technik und veranstaltet seit 2013 neben seiner Schriftstellertätigkeit Oldtimer-Schrauberkurse.
Die Werke des Autors entstanden von 1999 bis 2019 in der südfranzösischen Hafenstadt Marseillan. Seit 2020 wirkt er auf den Höhenzügen der Mosel in dem Vulkaneifelort Lutzerath.

## Bibliografie

### Romane
- Ein Bestatter fährt zur Hölle, Joh. Heider Verlag, Bergisch Gladbach 2000, ISBN 978-3-87314-355-5.
- Ein Bestatter in dunkler Vergangenheit, Joh. Heider Verlag, Bergisch Gladbach 2002, ISBN 978-3-87314-378-4.
- Hurenkommissar, Joh. Heider Verlag, Bergisch Gladbach 2007, ISBN 978-3-87314-424-8.
- Ein Bestatter und das Enten-Testament, Joh. Heider Verlag, Bergisch Gladbach 2009, ISBN 978-3-87314-448-4.
- Ein Bestatter auf der Flucht, Joh. Heider Verlag, Bergisch Gladbach 2014, ISBN 978-3-87314-484-2.

### Kurzgeschichten
- Wahnsinn in Goch (2002)
- Dortmunder Deal (2002)
- Leichenasche (2004)
- Nie wieder Norddeich (2005)
- Hallo Papa! (2015)

### Juristische Fachliteratur
- Wahlgegenüberstellung und Wahllichtbildvorlage in Der Kriminalist: Fachzeitschrift des BDK . - Berlin : Bd. 19 (1987), 6, S. 268–272, ISSN 0722-3501.

### Sekundärliteratur
- Alfred Noell/Angela Recino (Hrsg.): Der Kommissar und das wüste Federvieh. In: Geliebtes Blech, S. 88–94. Heider Verlag 2013, ISBN 978-3-87314-479-8.